# Sambaqui de Piaçaguera
O sambaqui de Piaçaguera é um sítio arqueológico que estava localizado na Baixada Santista, no Município de Cubatão, próximo aos rios Mogi e Quilombo. O sítio possuía em torno de 10 metros de altura, chegando a alcançar até 12,3 metros em seu ponto mais alto. Antes do processo de terraplanagem da região, o sambaqui beirava a margem de um canal próximo a um mangue.
O processo de escavação ocorreu nas duas décadas subsequentes a 1960: pela equipe do Museu Paulista, do Musée de l’Homme e posteriormente entre 1965 a 1969 pelo grupo do Instituto de Pré-História da Universidade de São Paulo . Durante este período, o terreno pertencia à Companhia Siderúrgica Paulista (COSIPA), a qual foi integrada posteriormente à USIMINAS, e uma vez em área industrial o sítio encontrava-se em processo de destruição . Como consequência, o segundo período de escavação foi um trabalho de salvamento que permitiu a coleta de remanescentes de 87 indivíduos, sendo destes 54 adultos, 2 jovens e 31 crianças. Esse material encontra-se no acervo do Museu de Arqueologia e Etnologia da USP, antigo Instituto de Pré-História . 
A constituição do sambaqui é marcada sobretudo por conchas de moluscos e elevado número de gastrópodes. Também estavam presentes restos de peixes, vestígios de crustáceos, poucas aves e mamíferos. A fauna encontrada indica que os construtores de sambaqui exploravam a região do mangue e rios próximos, e parcela importante de sua alimentação baseava-se no consumo de peixes . A presença humana no sítio foi marcada pela presença de machados, artefatos líticos, adornos de conchas, dentes de animais terrestres, artefatos de ossos de animais e diversos sepultamentos. Encontram-se também vestígios vegetais, muito menos evidentes, e constituintes basicamente de restos de sementes carbonizadas. Apesar da pequena quantidade encontrada, hipotetiza-se que os recursos vegetais teriam um papel importante na alimentação e economia do grupo, porém que as condições de preservação e técnicas de coleta não favoreceram a identificação no registro arqueológico. A presença humana no sambaqui parece ter sido ininterrupta e sempre contando com a presença de um mesmo grupo, do qual não são observados longos períodos de abandono .

## Achados arqueológicos

#### Líticos
Os materiais líticos encontrados no sambaqui de Piaçaguera foram divididos em duas principais categorias: artefatos formais e lascas. Artefatos foram interpretados como instrumentos de trabalho do grupo, que poderiam se tornar acompanhamentos funerários em sepulturas. Dentro dessa classificação estão contidos os machados, batedores e fragmentos de corante com desgaste, por exemplo. Mais numerosa que a primeira categoria, as lascas eram compostas por fragmentos de quartzo obtidos por percussão direta, com raros retoques e polimentos. 

#### Osteodontomalacológica
Os materiais confeccionados a partir de ossos e dentes de animais foram classificados como instrumentos osteodontomalacológicos. A partir deles duas categorias foram criadas, a primeira delas é formada por aqueles com funções associadas ao trabalho. Por exemplo, artefatos feitos a partir de dentes de mamíferos com a função de escavar, raspar e furar; pontas ósseas confeccionadas para pesca e espátulas de osso de baleia para preparo de comida. Os outros artefatos foram classificados como adornos, dentre eles dentes de mamíferos no geral e de tubarões, além de conchas perfuradas. 

#### Sepultamentos
Diversos sepultamentos foram exumados do sambaqui de Piaçaguera, muitos dos quais obedeciam um ritual fúnebre específico. Tal ritual consistia nos membros inferiores fletidos, posicionamento em decúbito lateral, sem a presença de covas, com quantidade expressiva de corante vermelho (limonita) sobre os corpos e a justaposição a adornos e utensílios. Por vezes, ocorriam sepultamentos duplos ou triplos, principalmente de mulheres e crianças .